# Mamy2mamy
mamy2mamy (fr. Telle mère, telle fille) – francuska komedia z 2017 roku w reżyserii Noémie Saglio, wyprodukowana przez wytwórnię Gaumont Film Company. Zdjęcia kręcono w Paryżu oraz w departamencie Hauts-de-Seine (Clamart, Issy-les-Moulineaux, Asnières-sur-Seine).

## Fabuła
Beztroska 47-letnia Mado (Juliette Binoche) prowadzi rozrywkowe życie. Kobieta jest skoncentrowana na sobie, ulice Paryża przemierza różowym skuterem, lubi młodzieżowe ubrania, a do tego nie stroni od wina i dużo młodszych mężczyzn. Stanowi zupełne przeciwieństwo swojej odpowiedzialnej i poukładanej córki. Trzydziestoletnia Avril ma stałą pracę i statecznego narzeczonego, który żyje na jej koszt. Mado mieszka z nimi, co prowadzi do częstych konfliktów. Wydaje się, że obie zamieniły się rolami. To Avril martwi się, gdy matka długo nie wraca do domu, prawi jej morały i stara wpływać na jej zachowanie. Sama zaś jest wiecznie zestresowana i niezadowolona z życia. Z kolei Mado sprawia wrażenie lekkomyślnej nastolatki.
Pewnego dnia Avril oznajmia matce, że jest w ciąży. Żądna wrażeń kobieta źle przyjmuje tę nowinę, gdyż nie jest gotowa na to, by zostać babcią. Sprawy się komplikują, gdy niebawem sama ze zdumieniem odkrywa, że spodziewa się dziecka. Ojcem jest jej były mąż Marc (Lambert Wilson). Ten zbieg okoliczności sprawia, że relacje matki i córki będą musiały ulec zmianie.

## Obsada
- Juliette Binoche jako Mado
- Camille Cottin jako Avril
- Lambert Wilson jako Marc
- Catherine Jacob jako Irène
- Jean-Luc Bideau jako Debulac
- Michael Dichter jako Louis
- Stéfi Celma jako Charlotte
- Philippe Vieux jako Michel
- Olivia Côte jako Cécile
- Charlie Dupont jako Romain

## Odbiór

### Krytyka
Film mamy2mamy spotkał się z negatywną reakcją krytyków. W serwisie Rotten Tomatoes 20% z pięciu recenzji filmu jest pozytywne (średnia ocen wyniosła 4,5 na 10).